# Thornton Edwards
Pour les articles homonymes, voir Edwards.
Thornton Edwards, né le 15 juillet 1894 à Deering dans le Maine (ville aujourd'hui incorporée à Portland) et mort le 1er février 1988 à Lindsay, en Californie,  est un acteur américain.

## Biographie
Thornton Edwards tourne dans 59 films, à partir de 1916 lorsqu'il débute au cinéma muet, puis il réussit le passage au parlant et tourne jusqu'en 1953.

## Filmographie partielle
- 1916 : Eye of the Night de Walter Edwards
- 1917 : Fighting Back de Raymond Wells : Tony
- 1917 : La Petite Châtelaine (Wee Lady Betty) de Charles Miller : Connor O'Donovan
- 1917 : L'Escapade de Corinne (Indiscreet Corinne) de John Francis Dillon : Dodge
- 1918 : La Fille du ranch (The Gun Woman) de Frank Borzage : un ami du gentleman
- 1918 : The Hard Rock Breed de Raymond Wells : Louis le Grec
- 1919 : Périlleuse Mission (The False Faces) d'Irvin Willat : Lieutenant Thackery
- 1920 : 813 de Charles Christie et Scott Sidney : Doudeville
- 1941 : Arènes sanglantes de Rouben Mamoulian : Le docteur (non crédité)